# David di Donatello 1972

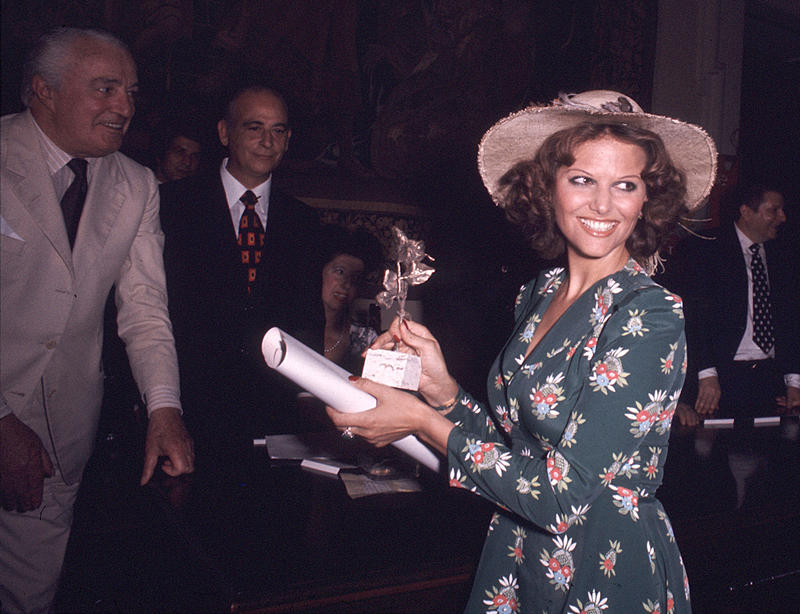
Claudia Cardinale premiata da Vittorio De Sica

La cerimonia di premiazione della 17ª edizione dei David di Donatello si è svolta il 22 luglio 1972 al teatro antico di Taormina.

## Vincitori
Migliore film

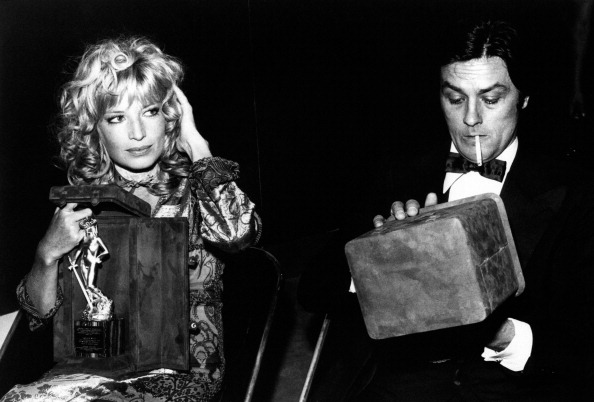
Monica Vitti consegna un David di Donatello speciale per la sua carriera ad Alain Delon.

- La classe operaia va in paradiso, regia di Elio Petri (ex aequo)
- Questa specie d'amore, regia di Alberto Bevilacqua (ex aequo)

Miglior regista
- Franco Zeffirelli - Fratello sole, sorella luna (ex aequo)
- Sergio Leone - Giù la testa (ex aequo)

Migliore attrice protagonista
- Claudia Cardinale  - Bello, onesto, emigrato Australia sposerebbe compaesana illibata

Migliore attore protagonista
- Giancarlo Giannini - Mimì metallurgico ferito nell'onore (ex aequo)
- Alberto Sordi - Detenuto in attesa di giudizio (ex aequo)

Miglior regista straniero
- John Schlesinger - Domenica, maledetta domenica (Sunday Bloody Sunday)

Migliore attrice straniera
- Elizabeth Taylor - X, Y, & Zi (Zee and Co.)

Migliore attore straniero
- Topol - Il violinista sul tetto (Fiddler on the Roof)

Miglior film straniero
- Il braccio violento della legge (The French Connection), regia di William Friedkin

David speciale
- Folco Quilici, per la regia di Oceano
- Mariangela Melato, per la sua interpretazione in La classe operaia va in paradiso e Mimì metallurgico ferito nell'onore
- Vanessa Redgrave e Glenda Jackson, per le loro interpretazioni in Maria Stuarda, regina di Scozia
- Alain Delon, alla carriera.
- Jean-Louis Trintignant, alla carriera.